# Carlos Carmelo de Vasconcelos Motta
Pour les articles homonymes, voir De Vasconcelos.
Carlos Carmelo de Vasconcelos Motta, né à Bom Jesus do Amparo le 16 juillet 1890 et mort à Aparecida le 18 septembre 1982, fut un cardinal brésilien. 

## Biographie
Quinzième évêque de São Paulo, il en fut également le troisième archevêque et le premier cardinal, créé par Pie XII en 1946. Il fut également le premier archevêque d'Aparecida.
Il est devenu le cardinal le plus âgé du Sacré Collège à la mort du cardinal argentin Antonio Caggiano le 23 octobre 1979. À son propre décès le 18 septembre 1982, c'est l'italien Pietro Parente qui lui succède comme cardinal le plus âgé.

## Succession apostolique
Carlos Carmelo de Vasconcelos Motta a ordonné les évêques suivants :
- Évêque Luiz Gonzaga Peluso (pt) (1946)
- Évêque Francisco Prada Carrera (de), C.M.F. (1946)
- Évêque João Batista Costa (pt), S.D.B. (1946)
- Archevêque Antônio Maria Alves de Siqueira (pt) (1947)
- Évêque Manuel Pedro da Cunha Cintra (pt) (1948)
- Évêque Paulo Rolim Loureiro (pt) (1948)
- Évêque Afonso Maria Ungarelli (de), M.S.C. (1949)
- Archevêque João Resende Costa (pt), S.D.B. (1953)
- Archevêque Romeu Alberti (pt) (1964)